# Statue équestre de Louis Botha (Le Cap)
La statue équestre de Louis Botha est un monument situé au centre de la ville du Cap en Afrique du Sud. Il rend hommage au général Louis Botha (1862-1919), un militaire et homme politique boer qui a joué un rôle majeur dans la seconde guerre des Boers et dans la fondation de l'union d'Afrique du Sud. Premier chef de gouvernement d'Afrique du Sud de 1910 à 1919, Louis Botha fut aussi l'un des signataires du traité de Versailles.
Œuvre du sculpteur italien Raffaello Romanelli, la statue équestre en bronze de Botha fut érigée sur Stal Plein avant d'être déplacée de quelques mètres, dans le cadre d'un programme de rénovation urbaine, devant la grille d'entrée du parlement d'Afrique du Sud en 1984.

## Descriptif

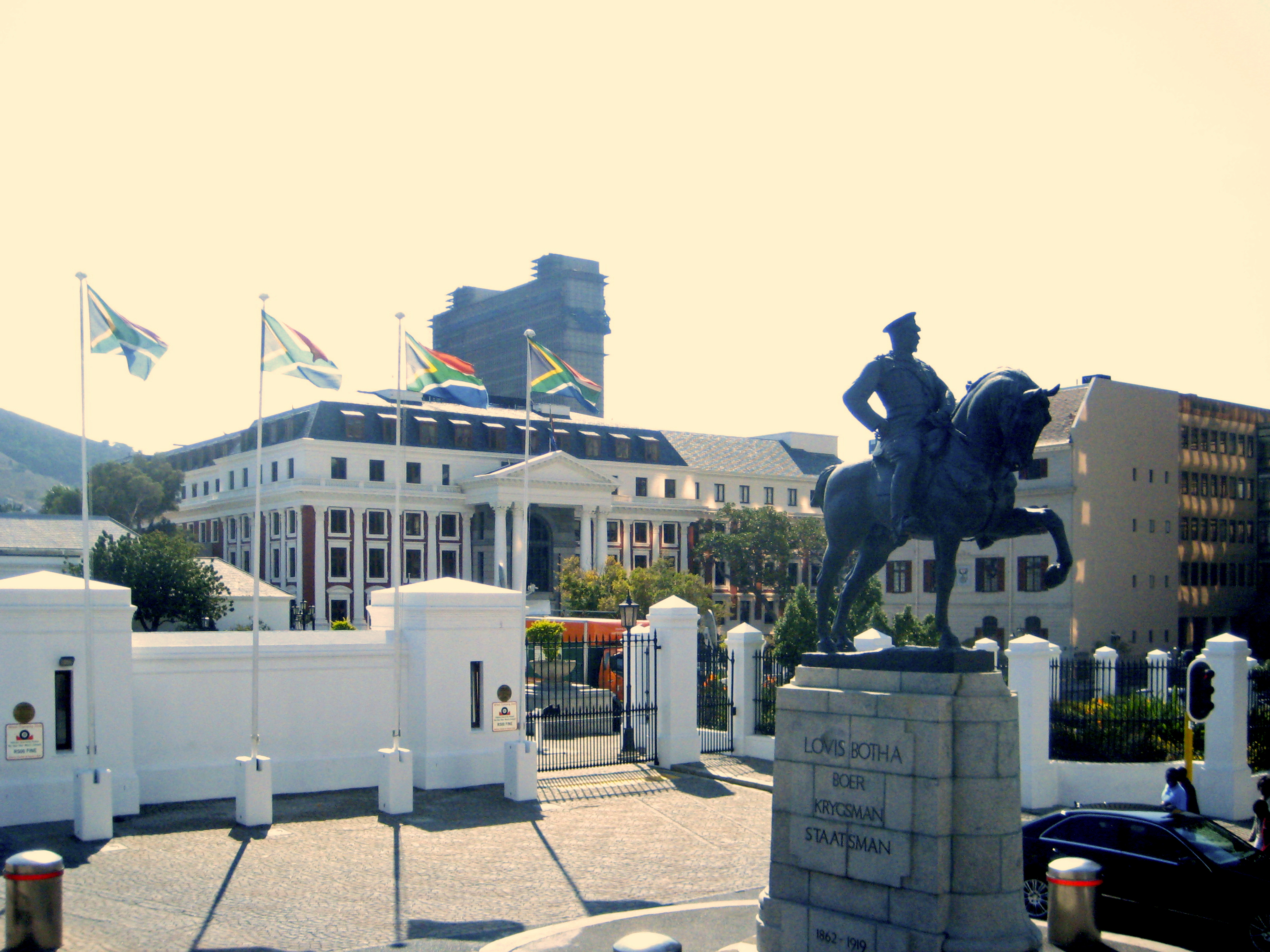
Le monument est devant le parlement d'Afrique du Sud

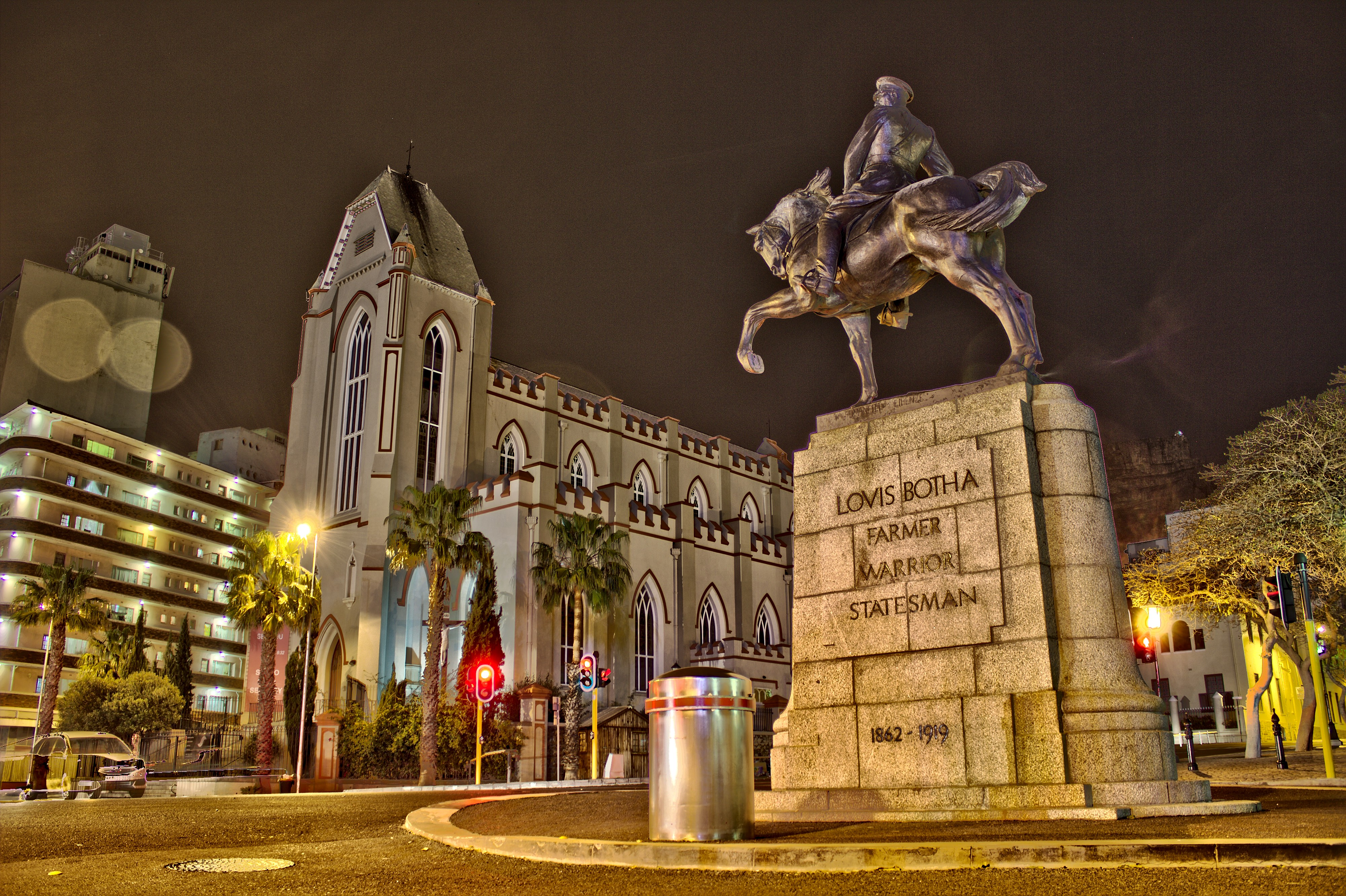
Le monument est situé en face de la cathédrale St Mary

Juchée sur un haut piédestal, la statue représente le général Louis Botha, sur son cheval, en tenue de soldat de l'armée de l'Union sud-africaine.
Sur chaque côté du piédestal, il est indiqué en anglais et en afrikaans les mots : Louis Botha, fermier, guerrier, homme d'état  1862-1919

## Localisation
La statue est située au bord de Plein street, face à Roeland street et devant les grilles d'entrée menant au parlement d'Afrique du Sud.

## Historique
Le monument équestre à Louis Botha a été dévoilé le 10 février 1931 sur Stal Plein. Orienté parallèlement à plein street, il fut déplacé de quelques mètres en 1984 lors de la rénovation de la place et ré-orienté face à Roeland street et à la cathédrale Ste Mary.
De par sa situation face à l'entrée du parlement, la statue de Louis Botha devient à compter des années 1990 le point de rassemblement des manifestations en tout genre.
En 2002, des parlementaires du congrès national africain proposèrent que le monument équestre dédié à Louis Botha soit remplacé par une statue de Nelson Mandela. La demande fut réitérée 10 ans plus tard. Un buste de Mandela fut finalement inauguré en 2014 devant les marches du parlement.
À l'instar de nombreux monuments sud-africains représentatifs de l'histoire des Afrikaners, le maintien sur son site actuel de cette statue est remis en question par les mouvements panafricanistes tels que celui de Julius Malema au motif qu'elle représenterait un symbole de l'apartheid et plus généralement de la domination blanche sur l'Afrique du Sud. Elle a notamment été vandalisée à l'occasion des manifestations du mouvement Rhodes must fall.

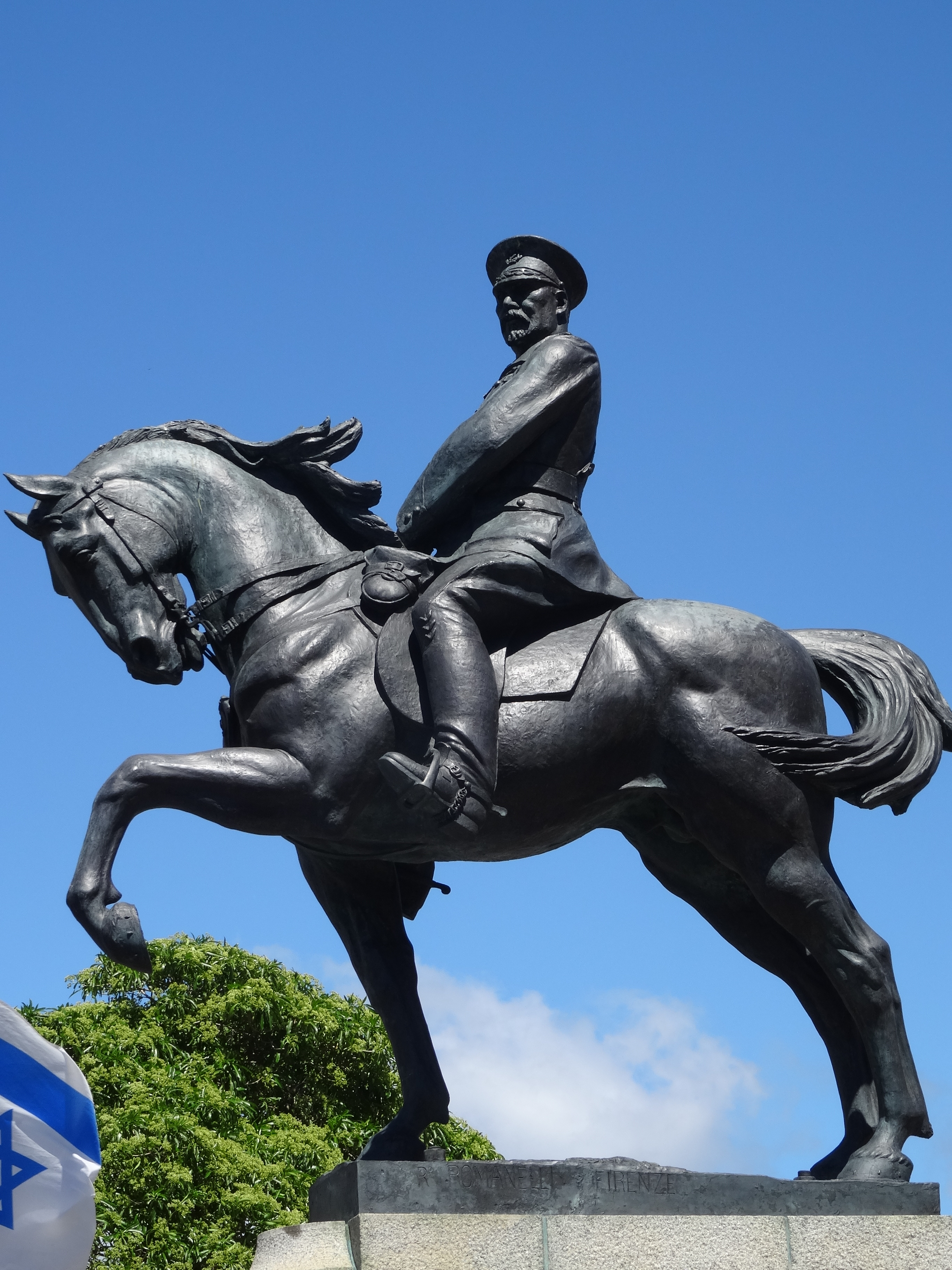
La statue de Louis Botha, œuvre de Raffaello Romanelli
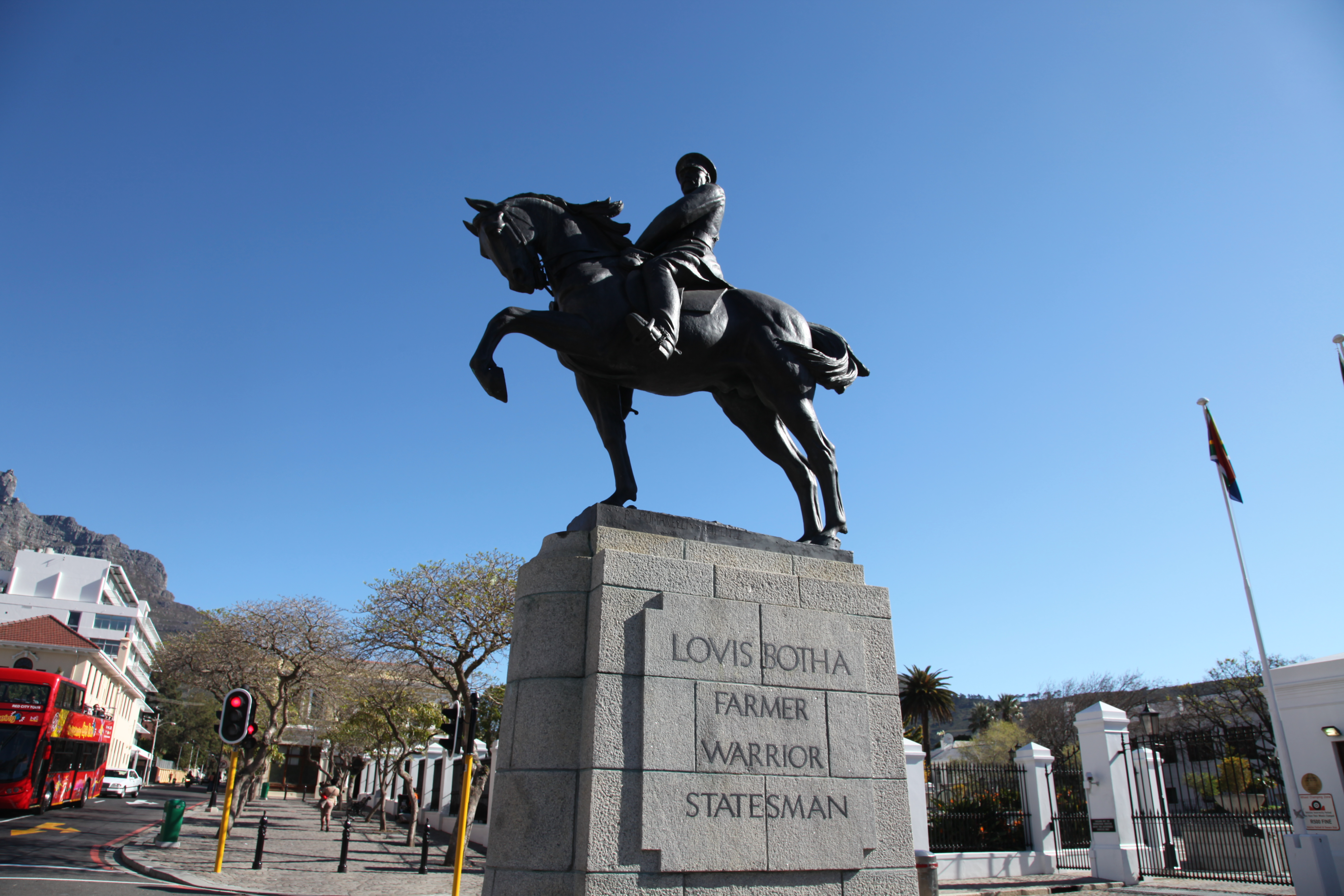
Louis Botha
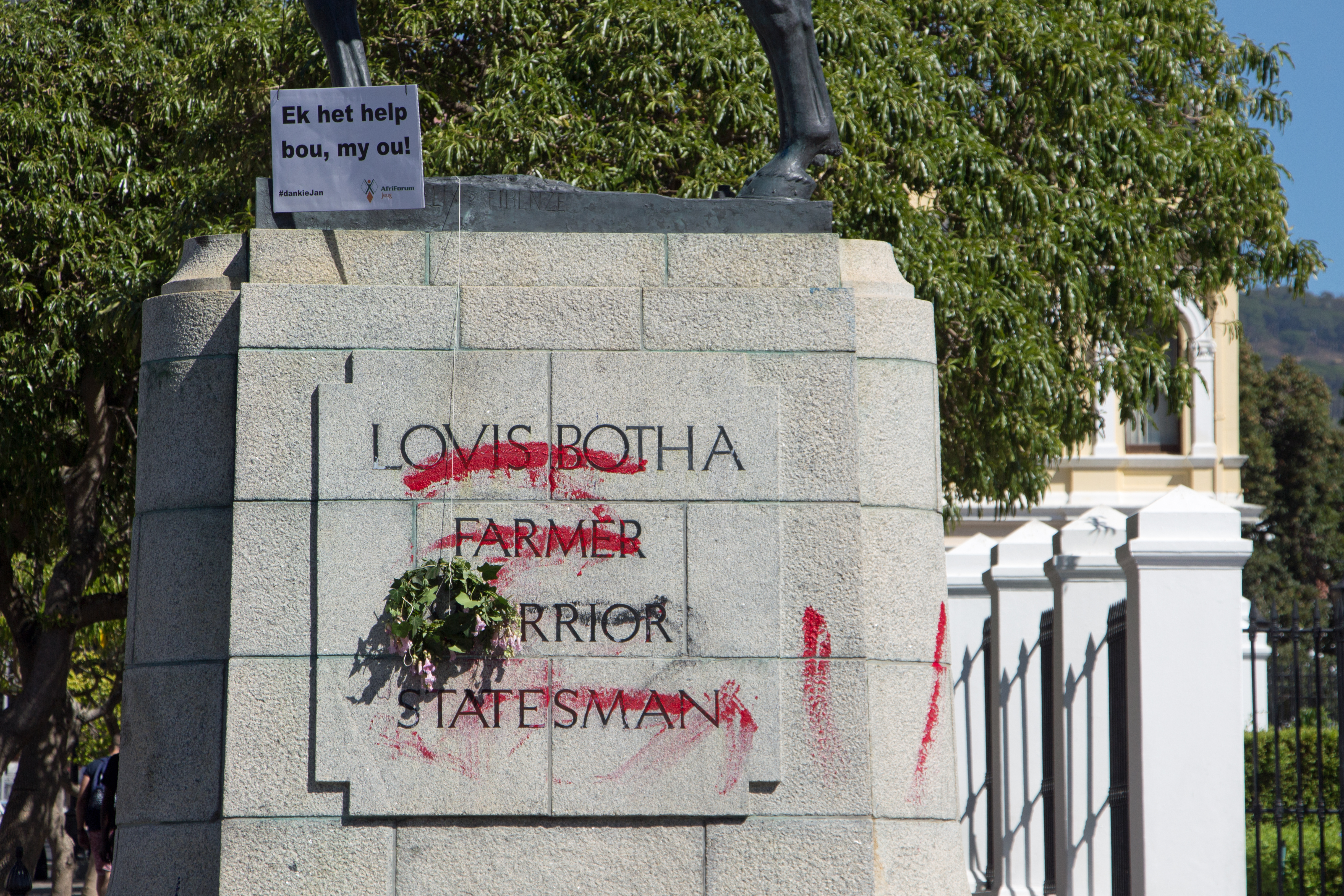
Vandalisme des inscriptions en anglais dans le cadre de la campagne Rhodes must fall
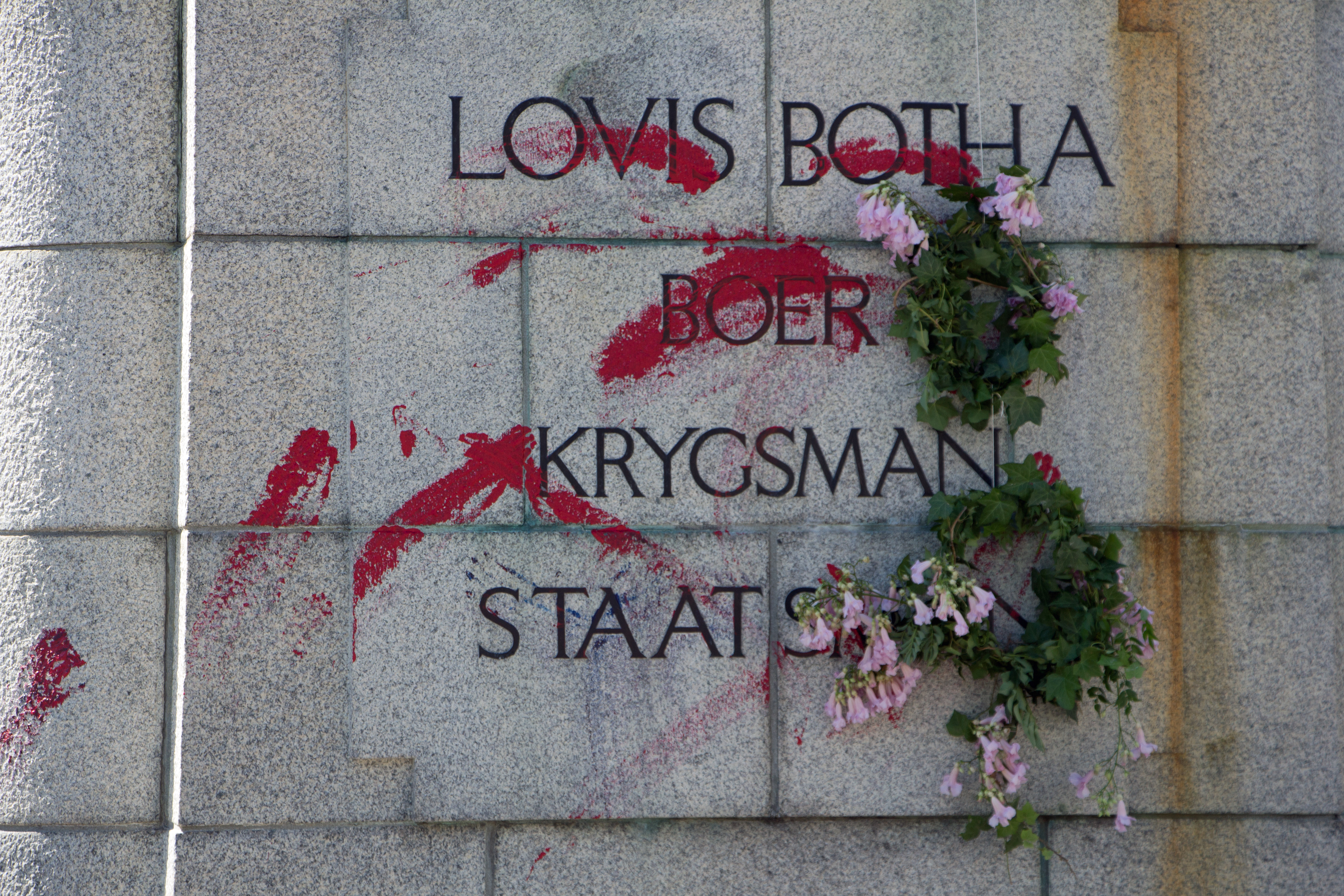
Vandalisme des inscriptions en afrikaans